# Nazionale maschile di hockey su ghiaccio della Corea del Sud
La nazionale di hockey su ghiaccio maschile della Corea del Sud (대한민국 아이스하키 국가대표팀) è controllata dalla Federazione di hockey su ghiaccio della Corea del Sud, la federazione sudcoreana di hockey su ghiaccio, ed è la selezione che rappresenta la Corea del Sud nelle competizioni internazionali di questo sport.

## Risultati
A livello olimpico la rappresentativa sudcoreana ha partecipato per la prima volta alle Olimpiadi invernali nell'edizione del 2018, in cui è stato il Paese organizzatore. A livello di campionati mondiali, ha partecipato a 26 edizioni, non raggiungendo mai risultati soddisfacenti. Ha invece conquistato cinque medaglie ai giochi asiatici invernali: una d'argento nel 2017 e quattro di bronzo, nel 1986, nel 1990, nel 2007 e nel 2011.

## Risultati alle manifestazioni internazionali

### Olimpiadi invernali
| Edizione | Sede        | Piazzamento |        |
| -------- | ----------- | ----------- | ------ |
| 2018     | Pyeongchang | 12º posto   | roster |